# Ali Demirel
Ali Sühan Demirel (* 2. Januar 2003 in Lünen) ist ein deutsch-türkischer Fußballspieler. Er steht seit 2022 in Diensten von Kasımpaşa Istanbul.

## Karriere

### Verein
Demirel spielte im Jugendverein von Preußen Münster. Von 2018 bis 2022 war er im Verein VfL Bochum aktiv.
Am 27. Juli 2022 wechselte er zum türkischen Verein Kasımpaşa Istanbul. Sein Debüt gab er am 23. Oktober 2022 als Einwechselspieler bei der 0:1-Niederlage gegen Kayserispor.

### Nationalmannschaft
Demirel wurde in Deutschland geboren und ist türkischer Abstammung. 2021 spielte er für die Türkei U19. Er absolvierte 3 Länderspiele.